# Show's Rollin'
Show's Rollin' è un singolo promozionale della cantante italiana Elisa, pubblicato il 21 gennaio 2022 come estratto dell'undicesimo album in studio Ritorno al futuro/Back to the Future.

## Descrizione
Il brano, scritto da Elisa, con la produzione della stessa cantante assieme Zef e Marz, è stato raccontato dalla stessa cantante nel giorno della pubblicazione:

## Pubblicazione
Il singolo è stato pubblicato in concomitanza al brano A tempo perso, estratto dal medesimo album, undici giorni prima della partecipazione di Elisa al 72º Festival di Sanremo con il brano O forse sei tu.

## Tracce
Testi e musiche di Elisa Toffoli.
1. Show's Rollin' – 3:48